# Feasta
Feasta (Foundation for the Economics of Sustainability) är en organisation med bas på Irland vars syfte är att forska kring hur ett verkligt hållbart samhälle skulle se ut (ekonomiskt, kulturellt och miljömässigt). 
Organisationen grundades i Dublin 1998, i samband med en veckolång workshop som hölls av den ekologiskt inriktade ekonomen Richard Douthwaite. 
Organisationen anordnar kurser, workshops, dikussioner och debatter inom olika ämnen som har anknytning till ett socialt, kulturellt och ekologiskt hållbart samhälle. 

## Extern sida
- https://web.archive.org/web/20200524135648/http://www.feasta.org/